# Susinos del Páramo
Susinos del Páramo es una localidad y un municipio situado en la provincia de Burgos, en la comunidad autónoma de Castilla y León (España), comarca de Odra-Pisuerga, partido judicial de Burgos, cabecera del ayuntamiento de su nombre.

## Geografía

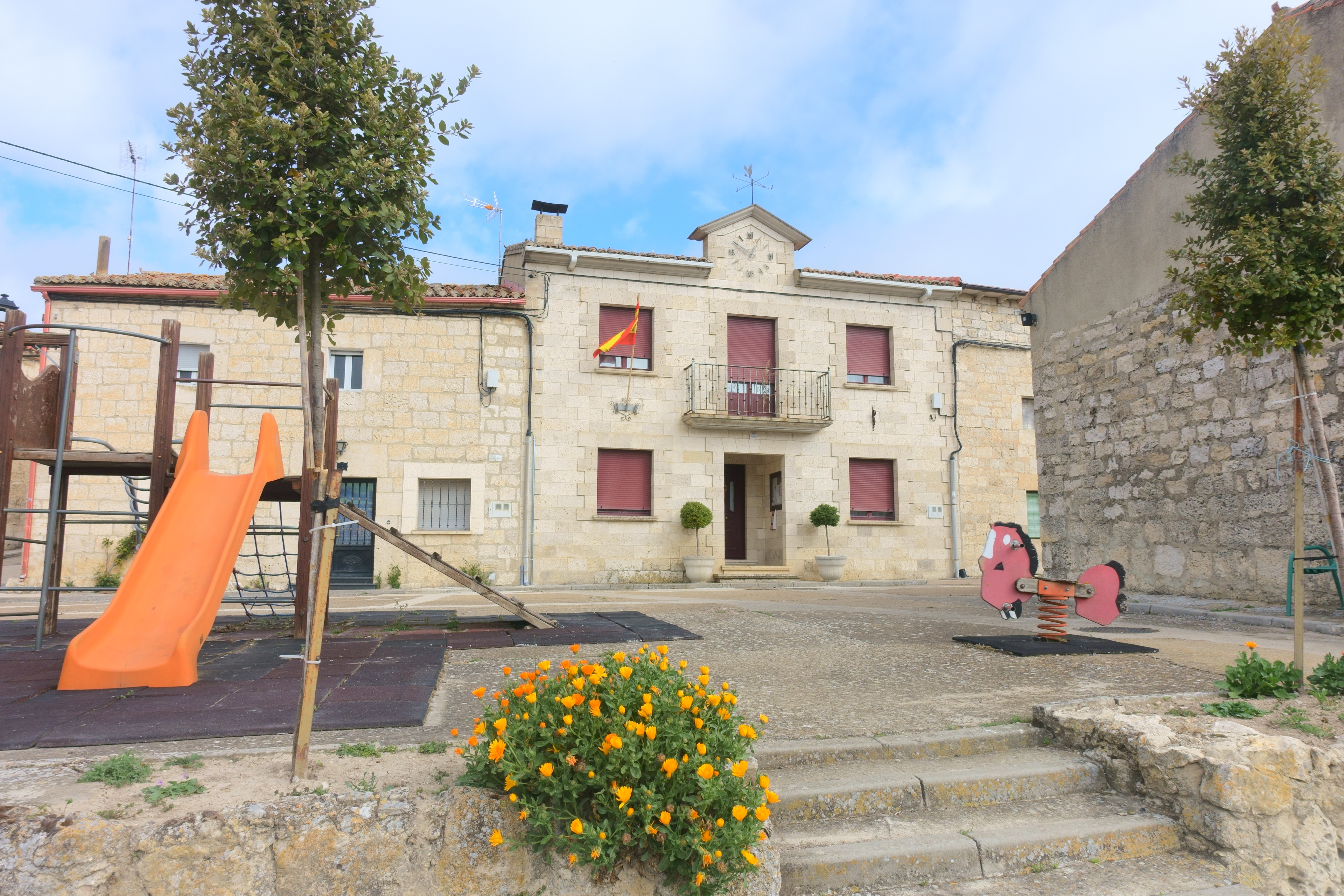
Casa consistorial

Está situado en el paralelo 40°28′30″ latitud norte y 0°14′ longitud oeste de Madrid. Tiene un clima extremado, descendiendo la temperatura en invierno hasta 14 °C bajo cero y ascendiendo en verano hasta 40 °C. 
La longitud máxima del término es de 5 km desde la raya con Tobar y Manciles (en Matarredo hasta las Quintanas) y la anchura máxima es de 2 km y medio (desde el Paramillo hasta los Pozos). Esto equivale a 1200 hectáreas.
El pueblo se halla a 905 m s. n. m., siendo la altura máxima de 1001 metros en las Talayas. Su altura media es de 955 metros, y se encuentra en las Conejeras. Términos importantes además de los citados son: La Nava (961 m), Palanderas (950 m), Caballo Mayor y Berzalejo (977 m) y Paredonas (1000 m). Dista 33 km de Burgos, 11 km de Villadiego, 5 km de Avellanosa, 2 km de Manciles y 1,7 km de Tobar. El pueblo se halla situado en la falda del Paramillo, resguardándole de los vientos el citado Paramillo, San Cristol, Palanderas y Conejeras.

## Historia

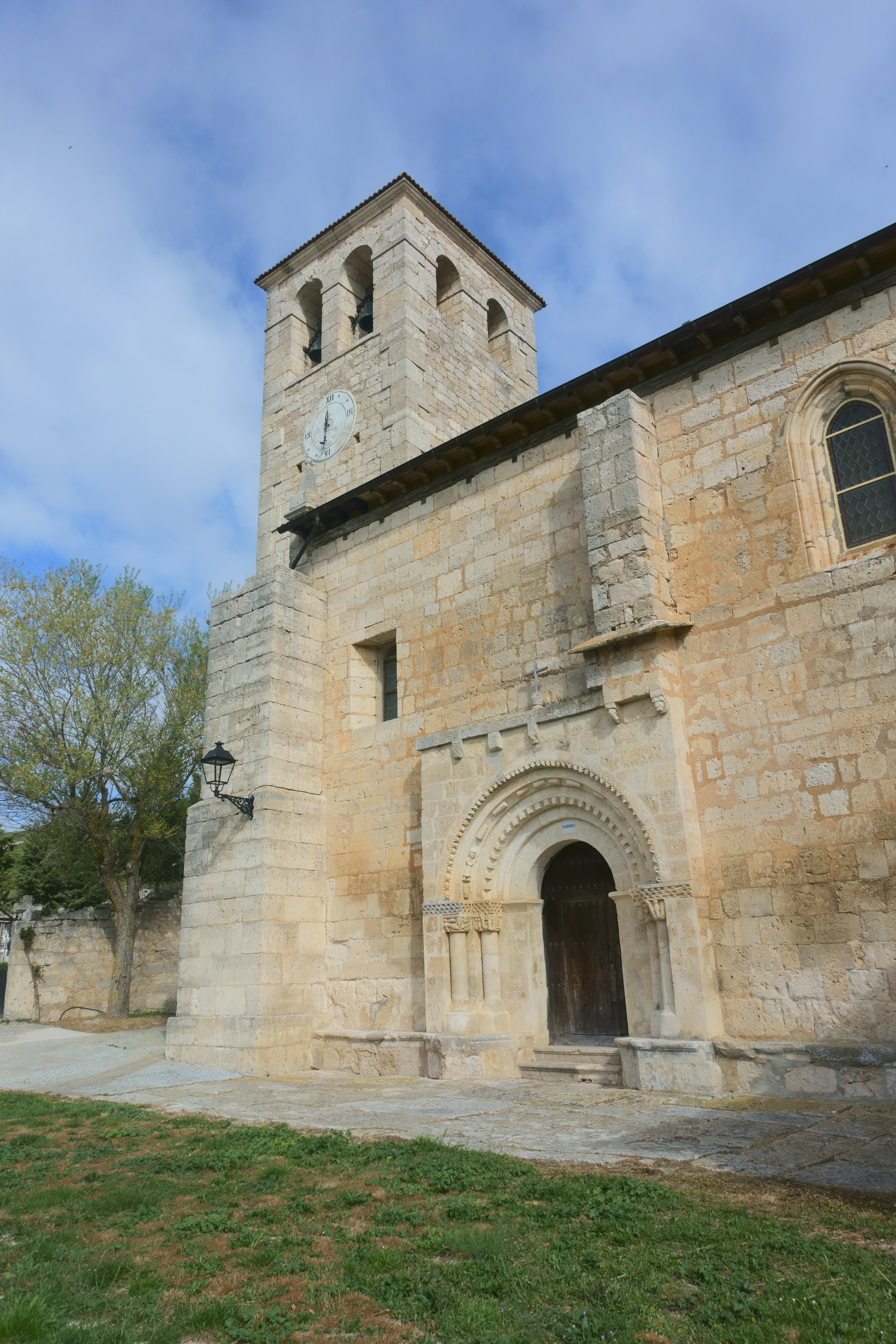
Iglesia de San Vicente

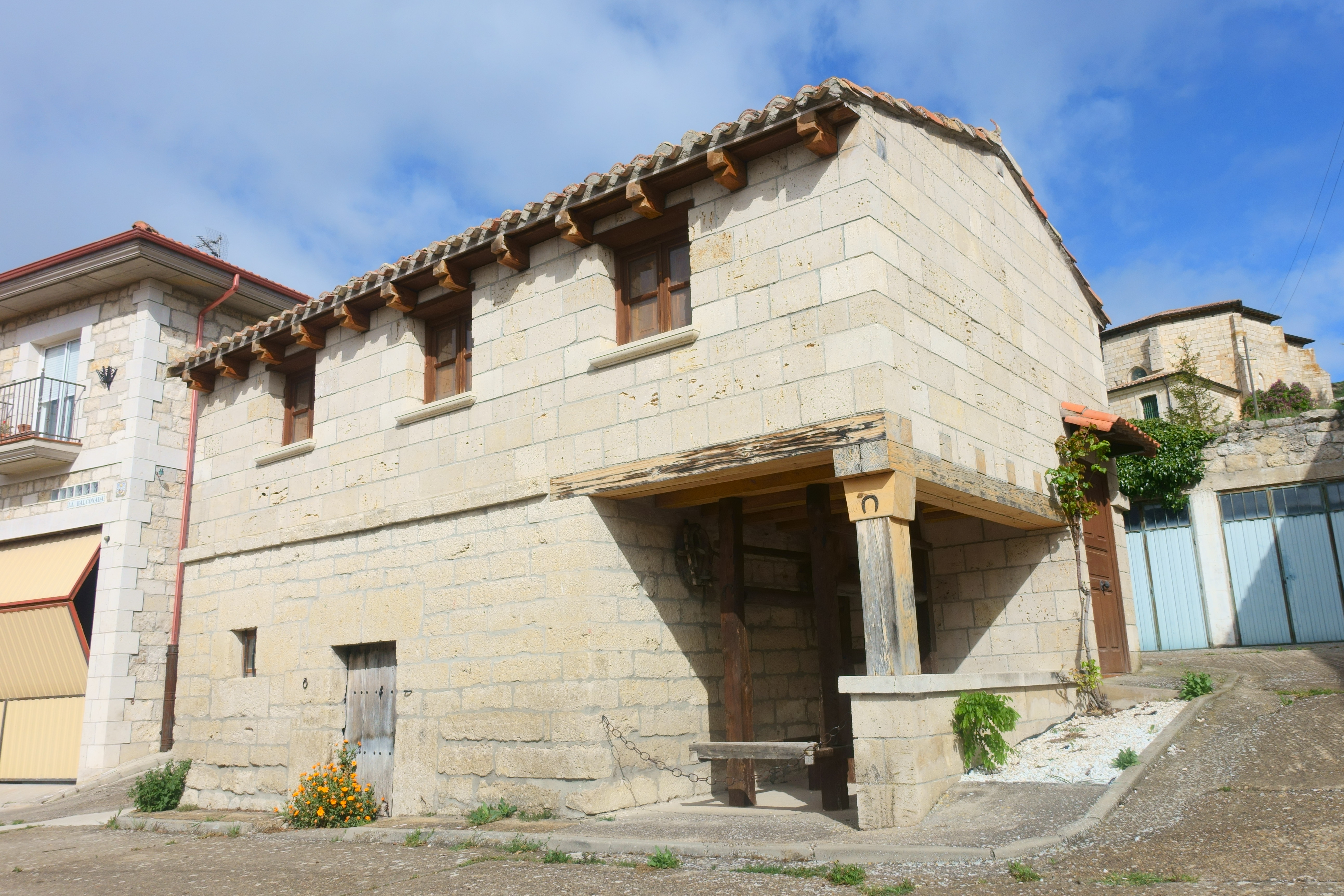
Museo etnográfico

Acerca de sus orígenes, éstos son los datos de dos grades historiadores burgaleses: Padre Flórez y Fray Justo Pérez de Urbel. Dichos historiadores aseguran que el nombre primitivo fue el de "Páramo". A éste los árabes le pusieron el sobrenombre de Susinos (Susinos en árabe significa "entre lirios"). Los árabes introdujeron el cultivo del lino y dándose y floreciendo entre el lino abundantes lirios, le pusieron ese nombre.
Otro testimonio de la presencia de los árabes en Susinos nos lo da el gran músico burgalés Antonio de Cabezón, quien dice que la música de las misas cantadas en Susinos "tiene un fuerte sabor árabe".
En un principio la torre de la iglesia era una espadaña transformada moderadamente en torre normal. Además de la iglesia, existieron dos ermitas; una en el pico del monte denominado San Cristol y otra en el pico llamado San Caprasio. Estaban dedicadas a ambos santos y ambas han desaparecido. En la fiesta de su titular San Vicente Mártir, se organizaban grandes romerías donde acudían gentes de pueblos cercanos y lejanos. Tenía 2 molinos; uno que aún permanece y otro en el término llamado Molinillo. Las aguas del cauce de este río regaban las huertas próximas al pueblo donde se cultivaba muy bien el lino, de ahí le ha quedado a estas tierras el nombre de "linares". Llegó a tener gran auge y renombre la industria de los telares. Casi cada familia tenía un telar donde transformaban el lino en tejidos.
Fue centro de los pueblos próximos como Manciles, Tobar, Avellanosa y Villorejo, puesto que existían varias herrerías, zapateros y barberías. Cruza su término un río llamado Arroyo de Susinos. 
El Padre Flórez asegura que existió una comunidad de monjas clarisas en el edificio que aún perdura, llamado "convento".
Lugar que formaba parte del Valle y Cuadrilla de Santibáñez en el Partido de Castrojeriz, uno de los catorce que formaban la Intendencia de Burgos, durante el periodo comprendido entre 1785 y 1833, en el Censo de Floridablanca de 1787, jurisdicción de señorío con alcalde pedáneo.

## Demografía
Susinos del Páramo cuenta con una población de 118 habitantes (INE 2024).
| Gráfica de evolución demográfica de Susinos del Páramo entre 1842 y 2021 |
| |
| Población de derecho según los censos de población del INE. Población de hecho según los censos de población del INE.En estos censos se denominaba Susinos: 1842, 1857 y 1860. |

Cuenta con 129 edificios y 232 habitantes, según el censo de 1910 llegó a tener 500 habitantes. Se compone del lugar de su nombre y de 2 edificios y albergues aislados. El censo de 1920 le asigna 218 habitantes. Corresponde del partido y diócesis de Burgos. Está cerca de Mansilla, en terreno desigual y quebrado. Produce principalmente cereales y legumbres. El "Sopena" le asigna 250 habitantes y el "Espasa" 216.

## Símbolos
El escudo heráldico y la bandera que representan al municipio fueron aprobados oficialmente el 22 de enero de 2010. El escudo se blasona de la siguiente manera:

«Escudo cortado. Primero, de gules (rojo), una torre de oro, donjonada de tres donjones, mazonada de sable (negro) y aclarada de azur (azul). Segundo, de sinople (verde), un rodete o rueda de agua de oro. Al timbre corona real cerrada.»
Boletín Oficial de la Provincia de Burgos nº 37 de 24 de febrero de 2010

La descripción textual de la bandera es la siguiente:

«Bandera rectangular de proporciones 2:3, formada por tres franjas horizontales, de anchuras respectivas 2-1-2, siendo la superior verde, la central amarilla y la inferior roja. Al centro carga el escudo con una altura de un 60 % del ancho de la bandera.»
Boletín Oficial de la Provincia de Burgos nº 37 de 24 de febrero de 2010